# Sommer-Paralympics 2020/Teilnehmer (Äthiopien)
Äthiopien sendet für die Paralympischen Spiele 2020 in Tokio (24. August bis 5. September 2021) drei Athleten.
| stlisierte Goldmedaille | stlisierte Silbermedaille | stlisierte Bronzemedaille |
| ----------------------- | ------------------------- | ------------------------- |
| 1                       | —                         | —                         |

## Teilnehmer

### Leichtathletik
| Athleten                 | Klassifizierung | Wettbewerb | Vorlauf/Vorkampf | Vorlauf/Vorkampf | Halbfinale | Halbfinale | Finale     | Finale | Rang |
| Athleten                 | Klassifizierung | Wettbewerb | Zeit/Weite       | Rang             | Zeit/Weite | Rang       | Zeit/Weite | Rang   | Rang |
| ------------------------ | --------------- | ---------- | ---------------- | ---------------- | ---------- | ---------- | ---------- | ------ | ---- |
| Frauen                   |                 |            |                  |                  |            |            |            |        |      |
| Tigist Gezahagn Menigstu | T13             | 1500 m     | –                | –                | 4:44,40    | 1.         | 4:23,24    | 1.     |      |
| Männer                   |                 |            |                  |                  |            |            |            |        |      |
| Tamiru Demisse           | T13             | 1500 m     | –                | –                | –          | –          | 3:59,08    | 7.     | 7.   |
| Gemechu Amenu Dinsa      | T46             | 1500 m     | –                | –                | –          | –          | 3:56.04    | 5.     | 5.   |